# Hartmut Lutz
Hartmut Lutz (* 26. April 1945 in Rendsburg) ist ein deutscher Amerikanist und Hochschullehrer.

## Leben und Wirken
Hartmut Lutz studierte zunächst Anglistik, Pädagogik und Psychologie an der Pädagogischen Hochschule Kiel und absolvierte dort 1969 die Lehrerprüfungen für Volks- und Realschulen. Anschließend setzte er sein Studium fort; nach einem einjährigen Aufenthalt an der University of Manchester promovierte er 1974 an der Eberhard Karls Universität Tübingen. Nach kurzer Tätigkeit als wissenschaftlicher Assistent an der Universität Köln (1974) wechselte er an die Universität Osnabrück, wo er sich 1982 für Anglistik und Amerikanistik habilitierte. Nach seiner Tätigkeit dort als außerplanmäßiger Professor lehrte er von 1994 bis 2011 an der Universität Greifswald als Professor für amerikanische und kanadische Literatur und Kultur. Anschließend war er noch für ein Jahr als Professor an der Universität Stettin tätig. Als Gastdozent bzw. -professor lehrte Lutz an zahlreichen Universitäten in Europa, den USA und Kanada. 2021 wurde er Mitglied der Royal Society of Canada.
Lutz beschäftigt sich vor allem mit den Minoritätenliteraturen Nordamerikas und "Native American Studies", insbesondere in Bezug auf Kanada.

## Veröffentlichungen (Auswahl)
- William Goldings Prosawerk im Lichte der analytischen Psychologie Carl Gustav Jungs und der Psychoanalyse Sigmund Freuds. Akad. Verlags-Gesellschaft, Frankfurt/M. 1975, ISBN 3-7997-0254-7 (= Dissertation Universität Tübingen).
- "Indianer" und "Native Americans". Zur sozial- und literarhistorischen Vermittlung eines Stereotyps. Olms, Hildesheim 1985, ISBN 3-487-07530-X (= Habilitationsschrift Universität Osnabrück).
- (Übers.): Joseph Bruchac / Long memory and other poems (= Osnabrück bilingual editions of minority authors, Bd. 1). WURF-Verlag, Münster 1989, ISBN 3-923881-29-0.
- Contemporary challenges. Conversations with Canadian native authors. Fifth House Publ., Saskatoon, Saskatchewan 1991, ISBN 0-920079-75-X.
- (Hrsg.): Four feathers. Poems and stories by Canadian native authors (=  Osnabrück bilingual editions of minority authors, Bd. 7). VC-Verlags-Cooperative, Osnabrück 1992, ISBN 3-9802658-5-4.
- (Hrsg.): Achte deines Bruders Traum! Gespräche mit nordamerikanischen Indianer(inne)n. Dr.- & Verl.-Cooperative 85, Osnabrück 1997, ISBN 3-925713-27-1.
- Approaches. Essays in native North American studies and literatures (= Beiträge zur Kanadistik, Bd. 11). Wißner, Augsburg 2002, ISBN 3-89639-340-5.
- (Mithrsg.): Abraham Ulrikab im Zoo. Tagebuch eines Inuk 1880/81. VdL Verlag, Wesel 2007, ISBN 3-926308-10-9.
- Contemporary achievements. Contextualizing Canadian Aboriginal literatures (= Studies in anglophone literatures and cultures, Bd. 6). Wißner, Augsburg 2015, ISBN 3-95786-009-1.
- (Mithrsg.): Indianthusiasm. Indigenous responses. Wilfrid Laurier University Press, Waterloo, Ontario 2020, ISBN 978-1-77112-399-0.
- (Mithrsg.): Land deep in time. Canadian historiographic ethnofiction. V&R unipress, Göttingen 2023, ISBN 978-3-8471-1633-2.

Außerdem zahlreiche weitere herausgegebene Werke sowie Aufsätze in Fachzeitschriften und Sammelbänden.
Festschrift
- Kerstin Knopf (Hrsg.): North America in the 21st century. Tribal, local, and global. Festschrift für Hartmut Lutz. Wiss. Verlag Trier, Trier 2011, ISBN 978-3-86821-292-1 (Bibliographie Hartmut Lutz S. 341–352).